# Lalla
Pour l’article ayant un titre homophone, voir Lala.
 (novembre 2021).
Lalla ou Lella est un titre honorifique, signe de distinction et hagionyme donné au Maghreb aux femmes importantes ou issues de grandes familles. Le nom peut aussi être utilisé, de façon ponctuelle, en signe de respect. En fonction du contexte, on peut assimiler le titre de « Lalla » à ceux de « Moulay » ou « Sidi », titres honorifiques masculins proches de celui de « Monseigneur ».
Le mot Lalla peut signifier : dame, madame, maîtresse, patronne, belle-mère de la femme.
Au Maroc[réf. nécessaire], et plus généralement dans les pays du Maghreb[réf. nécessaire], ce titre est attribué aux descendants du prophète Mohamed[réf. nécessaire], comme par exemple à la famille royale avec les princesses nommées « Lalla »[réf. nécessaire] et les princes nommés « Moulay ». 
En langue amazighe, le mot lalla signifie aussi « grande sœur », « sœur aînée ». 
On retrouve ce titre dans de nombreux anthroponymes (noms propres) formant des hagionymes, et toponymes (noms de lieux) formant des hagiotoponymes.

## Étymologie et orthographe
D'après certaines sources le mot lalla serait d'origine berbère.
Certains (qui ?) avancent que le terme « Lalla » tirerait son origine du mot « llal الآل » qui signifie la famille de Mohamed le prophète de l'Islam[réf. nécessaire]. Il désigne « une femme respectée, sainte »[réf. nécessaire].
En Tunisie une variante orthographique de Lalla est Lella. Le mot lella est la forme traditionnelle en arabe tunisien pour dire « madame ».

## Anthroponymie
Plusieurs femmes célèbres portent le titre de Lalla. Parmi les anthroponymes :

### Algérie
- Lalla Fatma N'Soumer (1830-1863), héroïne de la résistance kabyle (Algérie) contre l'empire colonial français ;

- Lalla Zoulikha Oudai, résistante algérienne durant la guerre d'Algérie originaire de Hadjout dans la Metidja ;

- Lalla Setti, fille du saint musulman soufi Abd al Qadir al-Jilani d'origine iranienne, et qui serait venue à Tlemcen à la suite de l'invitation d’un prince tlémcenien au XIIe siècle[6] ;
- Lalla Khedaoudj El Amia, fille de Hassan El Khaznadji, trésorier du Dey Baba Mohamed ben Osman (Dey de la régence d'Alger au XVIIIe siècle) ;

### Maroc
- Lalla Buya ou Ralla Buya[7], personnage féminin du Rif. En rifain le terme « Lalla » s’écrit et se prononce « Ralla », d'où « Ralla Buya ». De nombreux chants traditionnels appelés en rifain « izran » (izlan) lui sont dédiés[8] ;
- Lalla Menni, figure féminine vénérée et considérée comme la patronne des moutons dans le nord-ouest (pays Ghmara) du Maroc[9] ;
- Lalla Chella, épouse du sultan d'origine mérinide et abbyssine Abu al-Hasan et dont la nécropole se trouve à Chella, au Maroc ;
- Lalla Taounnout, mère de Sidi Ahmed ou Moussa[10], personnage religieux des Ida Ou Semlal, de la région du Souss, dans l'Anti-Atlas au Maroc ;
- Lalla Itto ou Lalla Ito, de son nom complet Lalla Itto ou Ali, fille de Sidi Ali, célèbre santon de la Haute Moulouya au Maroc oriental.
- Lalla Latifa Amahzoune (Hammou), veuve du roi alaouite Hassan II, ancien roi du Maroc, et ses filles Lalla Meryem, Lalla Asma, Lalla Hasna ;
- Lalla Salma, épouse du roi alaouite Mohammed VI ;
- Lalla Malika, Malika du Maroc, sœur de Hassan II.

### Tunisie
- Lalla Janina ou Lella Janina, femme de Lamine Bey de la dynastie tunisienne husseinite, dernier Bey de Tunisie,
- Lalla Zakia ou Lella Zakya, princesse tunisienne husseinite, fille de Lamine Bey et de Lalla Janina ;
- Lalla Kmar ou Lella Kmar, princesse consort de Tunisie durant trois règnes après avoir épousé trois beys de Tunis : Sadok, Ali III et Naceur Bey ;
- Lalla Traki ou Lella Traki, fille du bey Tunisien husseinite Hédi Bey de Tunisie ;

### Ailleurs au Maghreb

#### Monde touareg
- Lalla Badi, alias Lalla Badi wallet Salem, chanteuse et joueur de tindé touarègue ;

### Hagionymie (saintes)
Plusieurs saintes portent le titre de Lalla, parmi elles on retrouve les hagionymes suivants :

#### Algérie
- Lalla Khlidja, aussi appelée Yemma Khlidja, femme poétesse et femme sainte kabyle de la tribu d'Imchedalen.
- Lalla Gouraya, sainte protectrice du mont Gouraya en Kabylie, Algérie, qui lui doit son nom[11].
- Lalla Yamina, sainte protectrice qui, selon la légende, fut de son vivant une rivale de Lalla Gouraya[12].
- Lalla Maghnia, sainte qui a donné son nom à la ville de Maghnia en Algérie.
- Lalla Zaynab, cheffe de confrérie la confrérie soufie d'El Hamel, qui fut considérée comme une sainte vivante.
- Lalla Rhira ou Lalla Rheira, qui fonda le ksar et le bordj du même nom (ksar Lalla Rheira et bordj Lalla Rheira)[13] dans le Mzab[14].

#### Algérie et Maroc
- Lalla Mimouna, sainte musulmane, célébrée par les juifs du Maghreb connue dans tout le Maghreb, notamment au Maroc et en Algérie[15]. La ville de Lalla Mimouna localisée dans la province de Kénitra au Maroc porte son nom. Les familles juives de Tlemcen, en Algérie, célèbrent la Mimouna en son hommage[16].

#### Maroc
- Lalla Tabernoust, sainte célébrée au printemps et considérée comme ayant le pouvoir de rendre la fécondité[17]. Elle repose à Rabat auprès de Sidi el Yabouri, marabout de Chella.
- Lalla Aziza, sainte célébrée par les Amazighs des Seksawa du Haut Atlas. Femme du XVIe siècle qui avait joué un rôle dans la résistance aux Mérinides. Elle introduit le soufisme dans la région et marqua l'indépendance des Seksawa[18].
- Lalla Rahma Youssef, sainte de Massa, dans la région du Souss au Maroc[19].

#### Tunisie
- Lalla Manoubia, sainte tunisienne de grande renommée. Un récit hagiographique intitulé Manâqib lui est dédié

- Lalla Omezzine Jemmalia, sainte originaire de Jemmal au Sahel tunisien, décédée en 1799.

## Hagiotoponymie
Parmi les toponymes de type hagiotoponymes contenant le mot lalla, on retrouve :

### Algérie
- Lalla Gouraya, autre nom du mont Yemma Gouraya situé à Béjaïa en Kabylie.
- Lalla Khedidja, point culminant du massif du Djurdjura, aussi appelé Tamgout, d'une altitude est de 2 308 mètres et situé en Kabylie (Algérie).
- Le plateau de Lalla Setti, relief situé dans la ville de Tlemcen, en Algérie[20],[21].
- La forêt de Lalla Setti, située dans la région de Tlemcen, en Algérie[22].

### Maroc
- Lalla Takerkoust, ville principalement amazighophone située dans la région du Haut Atlas, à 30 km de Marrakech (Maroc).
- Lalla Fatna, plage située dans la ville de Hrara dans la province de Safi, au Maroc.
- Lalla Mimouna, ville située dans la plaine du Gharb, au Maroc.

### Tunisie
- Lalla Hadria ou Lella Hadhria, lagune située sur l'Île de Djerba en Tunisie[23],[24].
- Lella Telkouest, village en Tunisie.
- Bab Lalla Rihanna ou Bab Lella Rihanna ou Rihana, la porte historique à Kairouan en Tunisie, de tradition fatimide, dans la grande mosquée de Kairouan[25],[26].
- Lalla ou Lella, localité et site archéologique situé dans la région de Gafsa au sud de la Tunisie[27].

### Tombeaux et mausolées

#### Algérie
- Le mausolée de Lalla Yemna, situé au sommet du mont Gouraya à Bejaïa, en Kabylie, en Algérie[28].

#### Tunisie
- Le mausolée de Lalla Manoubia[29] ou Lella Manubiya situé à El Gorjani, à Tunis, en Tunisie.
- Le mausolée de Lalla Mennana ou Lella Mennana, à Tunis, en Tunisie.

#### Maroc
- Le tombeau de Lalla Aziza, situé dans le pays Seksawa, dans le Haut-Atlas, au Maroc[30].

## Autres
- Traité de Lalla Maghnia.
- Musée Lalla Hadria ou Lella Hadhria, musée à Djerba en Tunisie[31].
- Mosquée de Lalla Saïda à Tizi Ouzou en Kabylie, Algérie.
- Lalla Belghouya, nom donné en berbère mozabite à une espèce d'oiseau, un moineau du désert au plumage blanc et noir présent dans le Mzab que les Mozabites apprécient particulièrement[32].